# Палау
Пала́у, офіційна назва Респу́бліка Пала́у (палаус. Beluu er a Belau, англ. Republic of Palau, яп. パラオ共和国) — держава у Мікронезії, у західній частині Каролінських островів, у групі островів Палау.
Країна поставляє на світовий ринок копру і тунця, але в наші дні отримує значний дохід і від сфери туризму. Основа економіки Палау — рибальство, вирощування кокосових горіхів, батату. Тваринництво (велика рогата худоба, свині, кози). Електроенергію виробляють на електростанції потужністю 16 тис. кВт. Добре розвинуті мистецькі ремесла. Регулярне морське сполучення між островами Мікронезії та Сіднеєм (Австралія). Повітряне сполучення з Гуамом.

## Етимологія
Назва островів палауською мовою, ймовірно, походить від слова beluu («село»), або від aibebelau («непрямі відповіді»), що стосується міфу про створення. «Палау» не слід плутати з «Пулау» — словом з малайської мови, що означає «острів», знайденим у декількох географічних назвах у регіоні.

## Географія

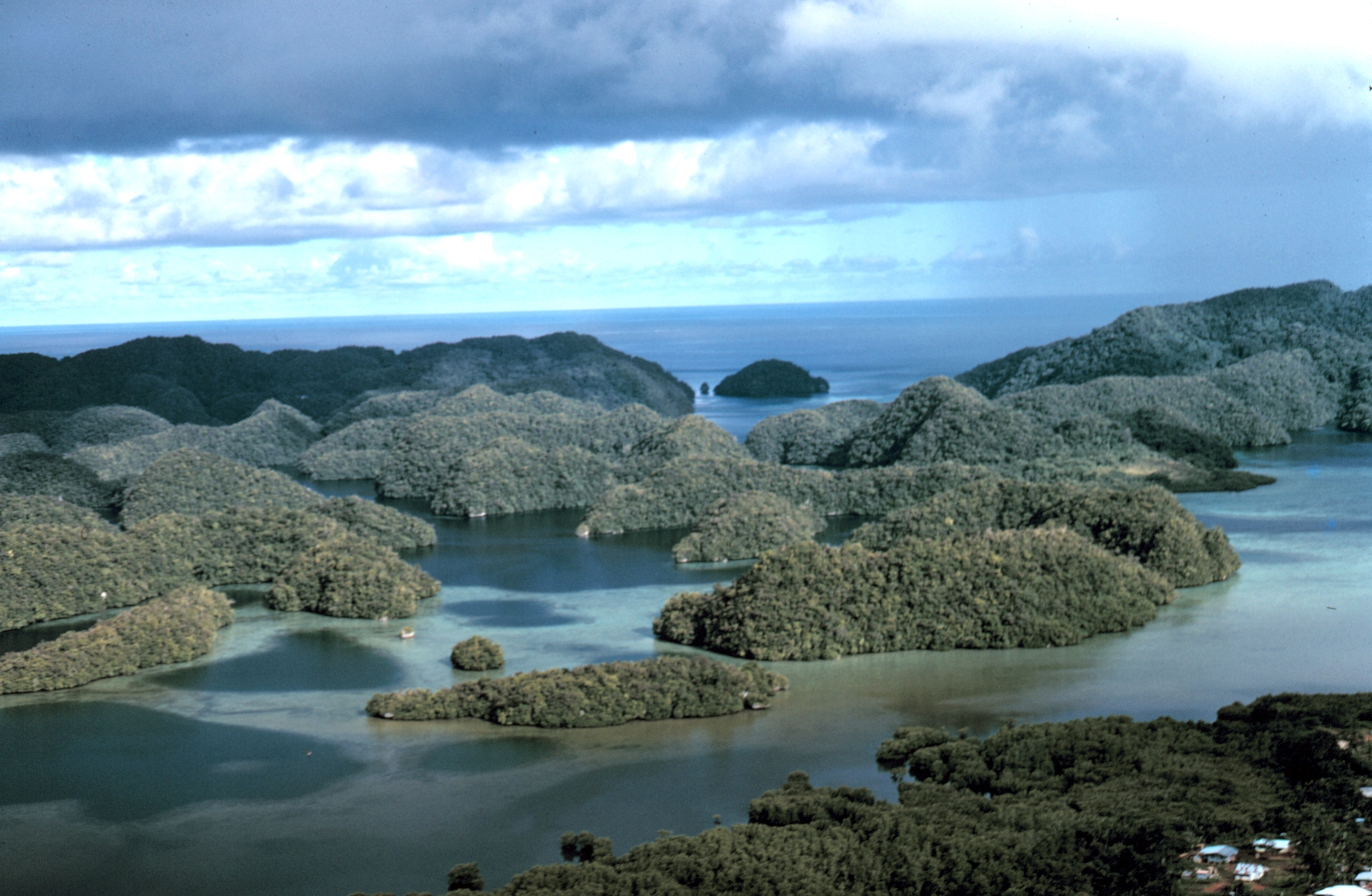
Вид з повітря на вапнякові острови

Острови Палау входять до групи Каролінських островів і лежать за 890 кілометрів на схід від Філіппін, за 1330 км на південний захід від Гуаму та за 650 км на північ від Нової Гвінеї. До групи Палау входить понад 200 островів, але лише вісім з них з постійними мешканцями. Найбільший із них — о. Бабелдаоб. Інші острови — Корор, Малакал, Пелеліу, Ейл-Малк, Ангаур, Пуло-Анна, Мерір, а також острови Каянгел, острови Сонсорол і риф Нгеруангел. На півдні Палау знаходяться атоли — пласкі коралові острови кільцеподібної форми.

### Природа і клімат
Лісисті північні острови вулканічного походження. Клімат екваторіальний. Середньомісячні температури 24—28 °C. Опадів приблизно 3000 мм у рік. Вічнозелені тропічні ліси. На їх родючих землях вирощують кокоси, фрукти й овочі.
| Клімат Палау (1961–1990)                   | Клімат Палау (1961–1990) | Клімат Палау (1961–1990) | Клімат Палау (1961–1990) | Клімат Палау (1961–1990) | Клімат Палау (1961–1990) | Клімат Палау (1961–1990) | Клімат Палау (1961–1990) | Клімат Палау (1961–1990) | Клімат Палау (1961–1990) | Клімат Палау (1961–1990) | Клімат Палау (1961–1990) | Клімат Палау (1961–1990) | Клімат Палау (1961–1990) |
| Показник                                   | Січ.                     | Лют.                     | Бер.                     | Квіт.                    | Трав.                    | Черв.                    | Лип.                     | Серп.                    | Вер.                     | Жовт.                    | Лист.                    | Груд.                    |                          |
| Середній максимум, °C                      | 30,6                     | 30,6                     | 30,9                     | 31,3                     | 31,4                     | 31,0                     | 30,6                     | 30,7                     | 30,9                     | 31,1                     | 31,4                     | 31,1                     |                          |
| Середня температура, °C                    | 27,3                     | 27,2                     | 27,5                     | 27,9                     | 28,0                     | 27,6                     | 27,4                     | 27,5                     | 27,7                     | 27,7                     | 27,9                     | 27,7                     |                          |
| Середній мінімум, °C                       | 23,9                     | 23,9                     | 24,1                     | 24,4                     | 24,5                     | 24,2                     | 24,1                     | 24,3                     | 24,5                     | 24,4                     | 24,4                     | 24,2                     |                          |
| Середня кількість сонячних годин на місяць | 198,4                    | 194,9                    | 244,9                    | 234,0                    | 210,8                    | 168,0                    | 186,0                    | 176,7                    | 198,0                    | 179,8                    | 183,0                    | 182,9                    |                          |
| Норма опадів, мм                           | 271.8                    | 231.6                    | 208.3                    | 220.2                    | 304.5                    | 438.7                    | 458.2                    | 379.7                    | 301.2                    | 352.3                    | 287.5                    | 304.3                    |                          |
| Днів з дощем                               | 19,0                     | 15,9                     | 16,7                     | 14,8                     | 20,0                     | 21,9                     | 21,0                     | 19,8                     | 16,8                     | 20,1                     | 18,7                     | 19,9                     |                          |
| ------------------------------------------ | ------------------------ | ------------------------ | ------------------------ | ------------------------ | ------------------------ | ------------------------ | ------------------------ | ------------------------ | ------------------------ | ------------------------ | ------------------------ | ------------------------ | ------------------------ |
| Джерело: Hong Kong Observatory,            |                          |                          |                          |                          |                          |                          |                          |                          |                          |                          |                          |                          |                          |

## Історія
Ймовірно, Палау стали першими островами на яких з'явилися поселенці у цій частині Тихого океану, люди оселилися на них багато тисячоліть тому. У 1885 році папа Лев XIII офіційно визнав за Іспанією право на Каролінські острови, включаючи Палау, у 1886 році Іспанія колонізувала острови. Іспанія продала їх Німеччині в 1898 році. Під час Першої світової війни острови захопила Японія. Під час Другої світової війни острови були захоплені американськими військами в ході Маріанської операції. З 1947 Палау у складі Мікронезії під управлінням США як підконтрольна територія. У листопаді 1993 референдум на Палау схвалив статус Палау як «вільної держави, асоційованої з США». 1 жовтня 1994 проголошена незалежність Палау (опіка США припинена).
Будучи окремим суб'єктом міжнародного права, ця країна знаходиться в асоціації зі США. Цей договір 2010 р. був продовжений.

## Довкілля

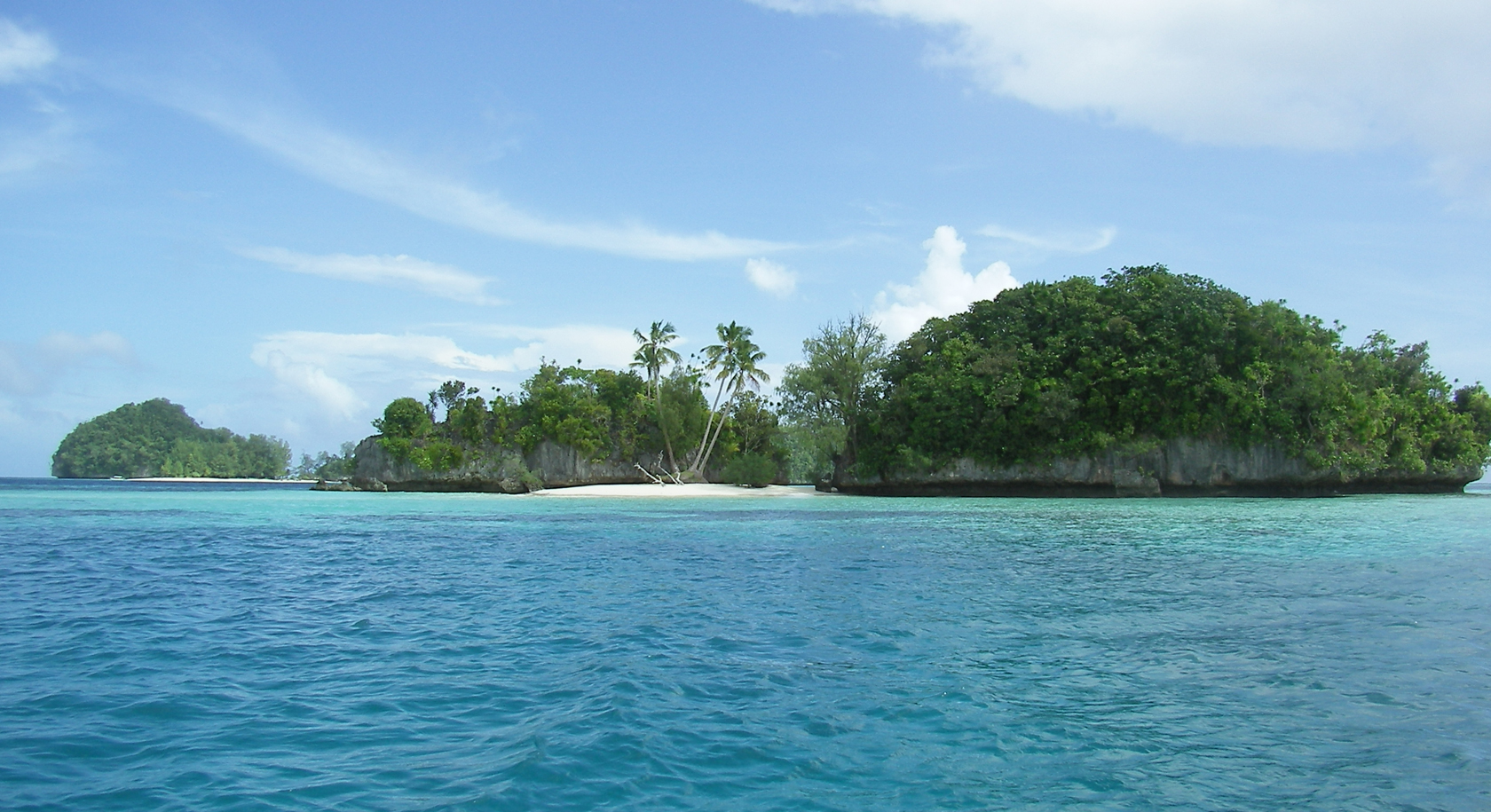
Рок-Айлендс

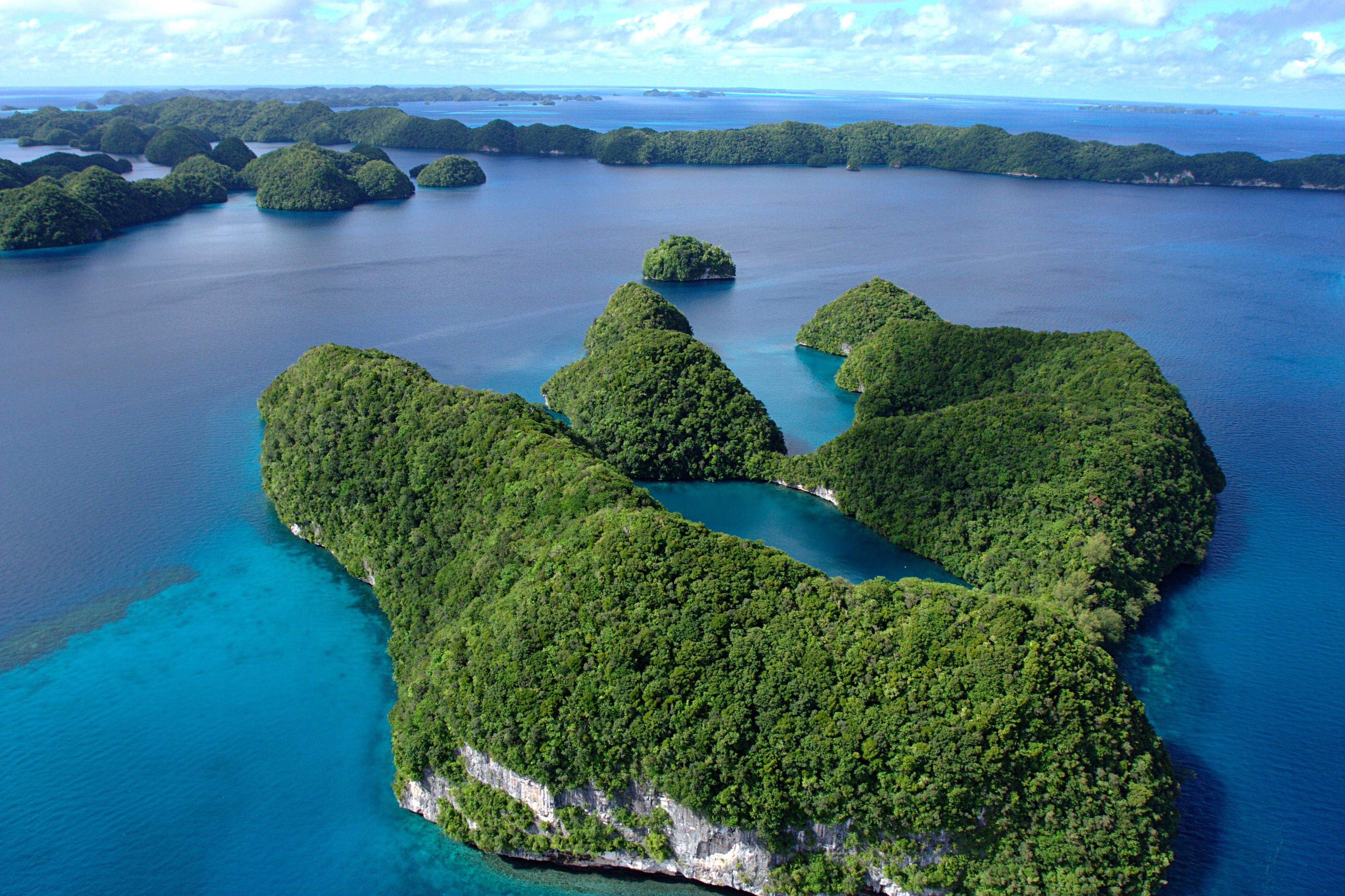
Вапнякові острови з повітря

У той час як на більшій частині Палау не спостерігається деградація довкілля, проблемними залишаються такі питання як «динамітне» рибальство, недосконалі споруди для видалення твердих відходів у Корорі, а також значні обсяги виїмки піску і коралів у лагуні Палау. Як і в інших тихоокеанських острівних державах, підвищення рівня моря становить серйозну екологічну загрозу. Затоплення низинних територій загрожує прибережній рослинності, сільському господарству і водопостачанню. Очищення стічних вод та переробка токсичних відходів від добрив і біоцидів також є суттєвою проблемою.
Морські крокодили зустрічаються в мангрових заростях і в деяких частинах скелястих островів. Хоча цей вид, як правило, вважається надзвичайно небезпечним, у сучасній історії Палау сталася тільки одна смертельна атака на людину, і це було в 1960-х роках. У Палау найбільший крокодил має довжину 4,5 метра.
Країна також знаходиться в зоні підвищеної сейсмічної та вулканічної активності, а також відкрита для тропічних штормів. У Палау є проблеми з водопостачанням та нестачею сільськогосподарських угідь для забезпечення продовольством населення.
5 листопада 2005 президент Томмі Ременгесау очолив регіональну екологічну ініціативу під назвою «Мікронезія», яка до 2020 року дозволить зберегти 30 % прибережних вод і 20 % лісів. Після Палау до ініціативи приєдналися Мікронезія, Маршаллові Острови, а також американські території Гуам і Північні Маріанські Острови. Разом цей об'єднаний регіон займає майже 5 % морської зони Тихого океану і 7 % його берегової лінії.

## Захист природи
25 вересня 2009 року уряд Палау оголосив, що створить перший у світі заповідник для акул. Палау заборонило промисловий лов акул у водах своєї виключної економічної зони (ВЕЗ). Заповідник захищає близько 600 000 квадратних кілометрів океану, що відповідає площі Франції. Президент Джонсон Торібіонг оголосив про створення заповідника на засіданні Організації Об'єднаних Націй, він також запропонував заборонити промисел акул у всьому світі. У 2012 році Палау отримала нагороду Future Policy Award від Всесвітньої ради майбутнього, тому що «Палау є світовим лідером у захисті морських екосистем».

## Адміністративний поділ
Палау адміністративно складається з 16 штатів (до 1984 року — муніципалітетів). Нижче наведений список штатів з їхньою площею і населенням (станом на 2005 рік):
| Штат         | Площа (км2) | Населення |
| ------------ | ----------- | --------- |
| Аїмеліїк     | 52          | 270       |
| Аїраї        | 44          | 2,723     |
| Ангаур       | 8           | 320       |
| Гатогобеї    | 3           | 44        |
| Каянгел      | 3           | 188       |
| Корор        | 18          | 12,676    |
| Мелекеок     | 28          | 391       |
| Нгараард     | 36          | 581       |
| Нгарчелонг   | 10          | 488       |
| Нгардмау     | 47          | 166       |
| Нгаремленгуї | 65          | 317       |
| Нгатпанг     | 47          | 464       |
| Нгчесар      | 41          | 254       |
| Нгівал       | 26          | 223       |
| Пелеліу      | 13          | 702       |
| Сонсорол     | 4           | 100       |

## Державний устрій
Палау — унітарна президентська республіка. Найвищим законодавчим органом державної влади в Палау є Національний конгрес Палау, головою держави виступає Президент Палау.

## Міжнародні відносини

### Відносини з Україною
16 червня 2024 року між двома країнами були вперше встановлені дипломатичні відносини.

## Населення
Чисельність населення — 20,9 тис. (оцінка на липень 2010). Річний приріст — 0,4 % (фертильність — 1,73 народження на жінку). Середня тривалість життя — 68 років у чоловіків, 75 років у жінок. Грамотність — 92 %.
Етнічний склад (за переписом 2005 року):
- палаусці — 72,5 % (14 438 осіб)
- філіппінці — 16,3 % (3253 осіб)
- китайці — 1,6 % (317 осіб)
- в'єтнамці — 1,6 % (321 особа)
- інші азійці — 3,4 % (675 осіб)
- білі — 0,9 % (186 осіб)
- каролінці — 1,0 % (197 осіб)
- інші мікронезійці — 2,4 % (470 осіб)
- інші — 0,3 % (50 осіб).

Мови (за переписом 2005 року):
- палауська (національна) — 62,1 % (12 354 особи)
- англійська — 14,4 % (2871 особа)
- філіппінські мови — 10,0 % (2000 осіб)
- китайська — 1,7 % (331 особа)
- інші мови.

Офіційні мови — палауська та англійська. В окремих штатах статус офіційних мають інші мови: в Сонсоролі — сонсорольська та англійська, в Гатогобеї — тобійська та англійська, в Ангаурі — палауська, японська та англійська.

## Галерея

Будівля парламенту Палау в Нгерулмуді.Будівля парламенту Палау в Нгерулмуді.
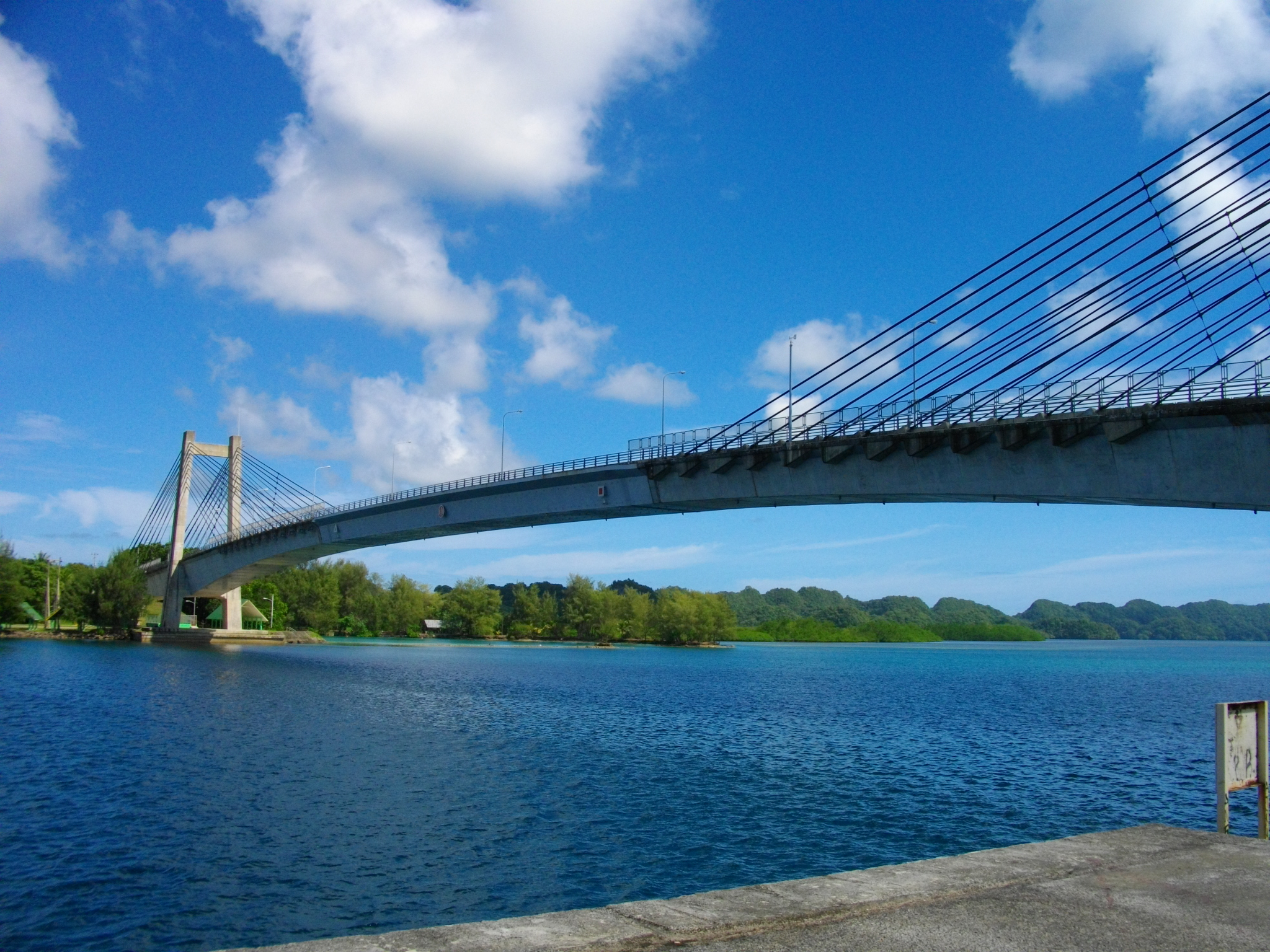
Міст, що з'єднує острови Корор і Бабелтуап.
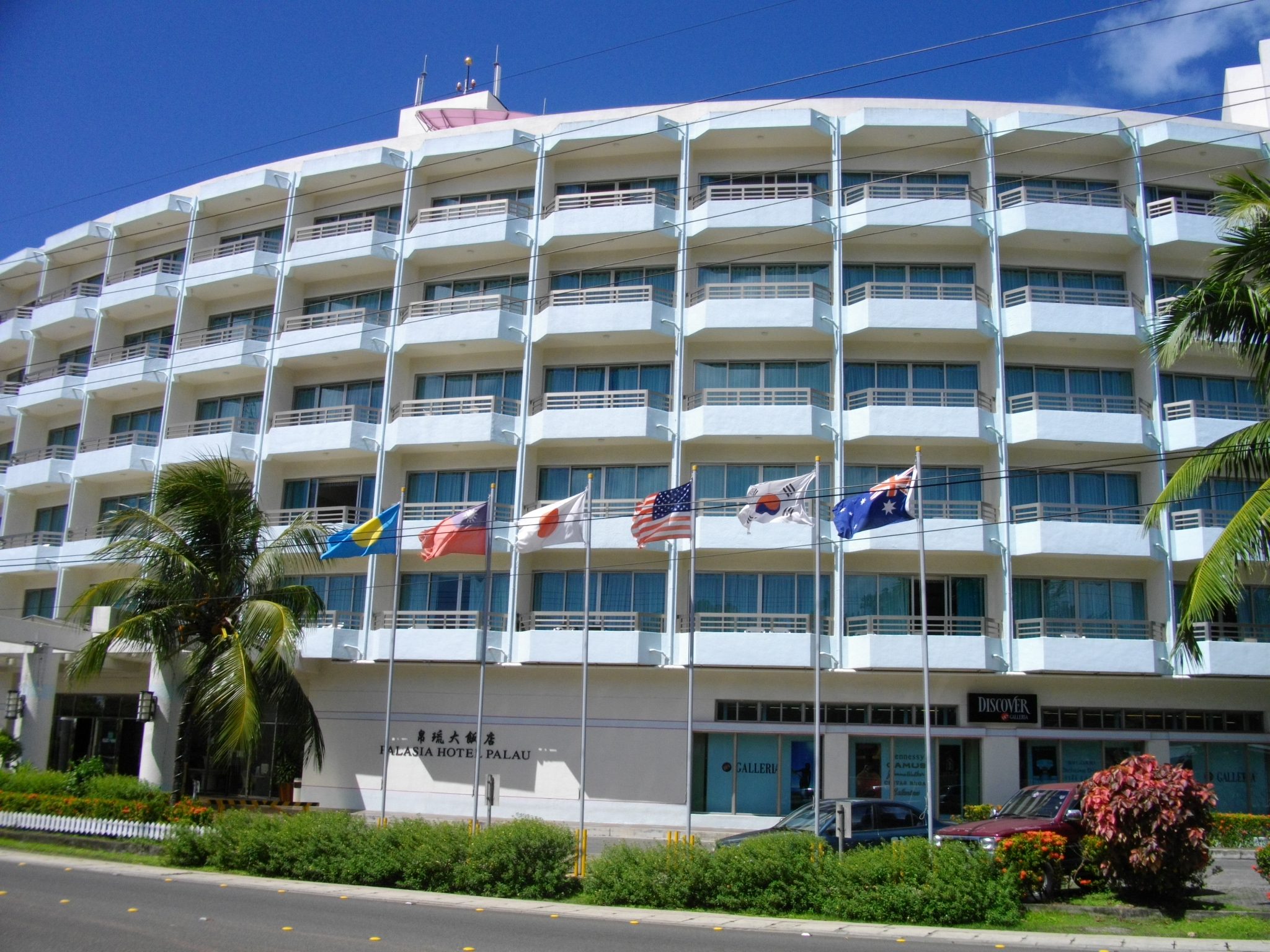
Готель Паласія.
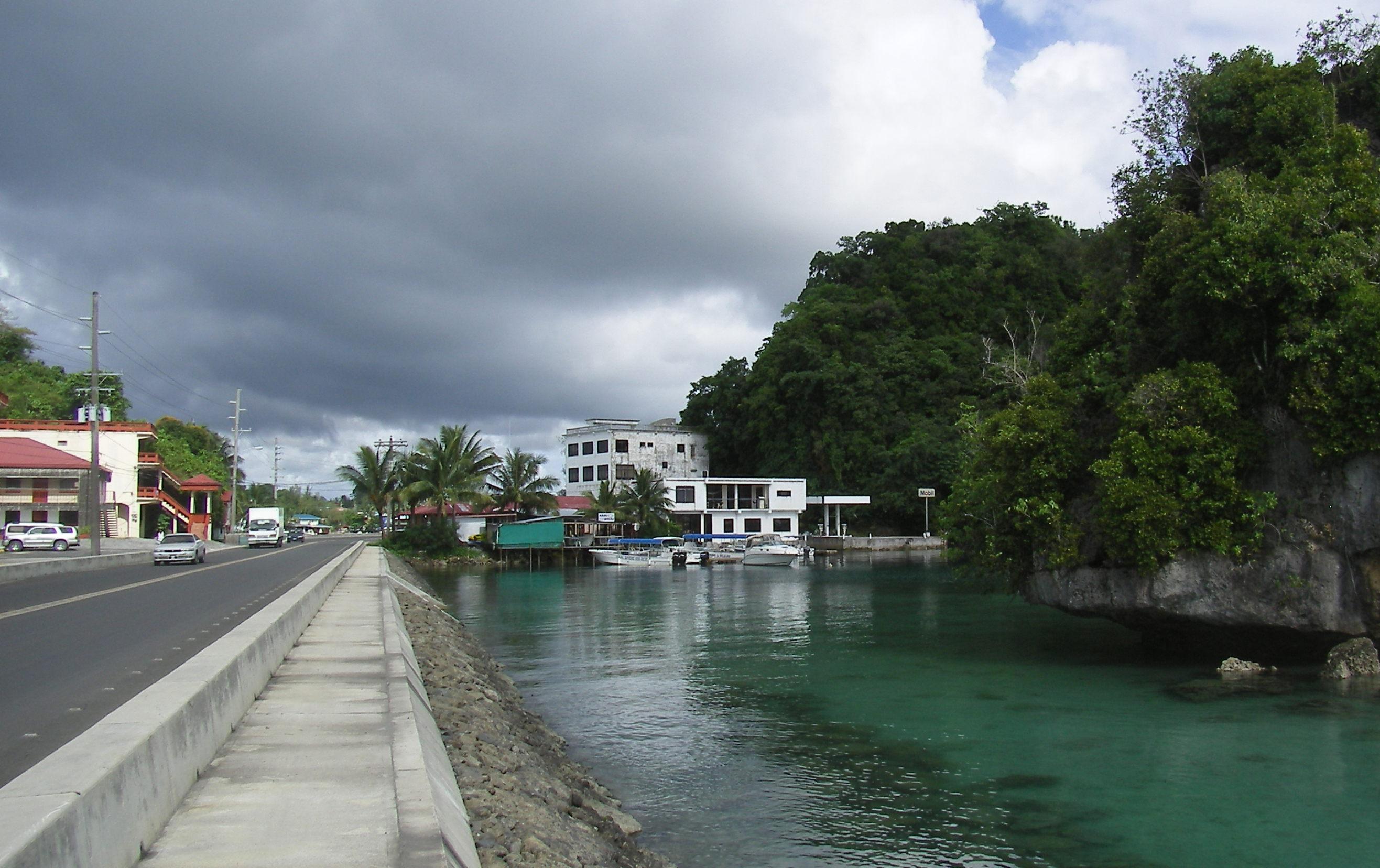
Типова погода на Корорі.
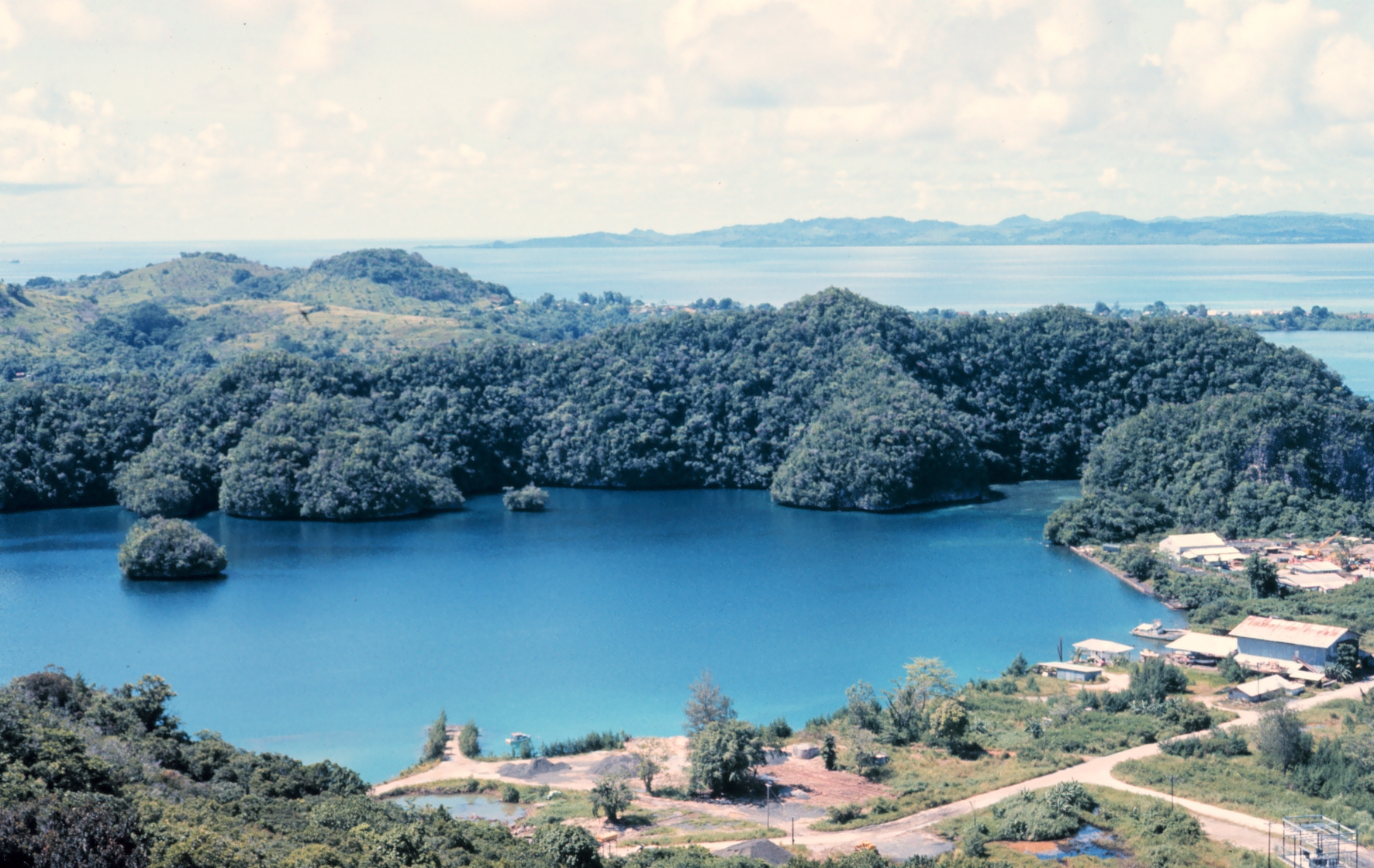
Порт Палау на острові Малакал.
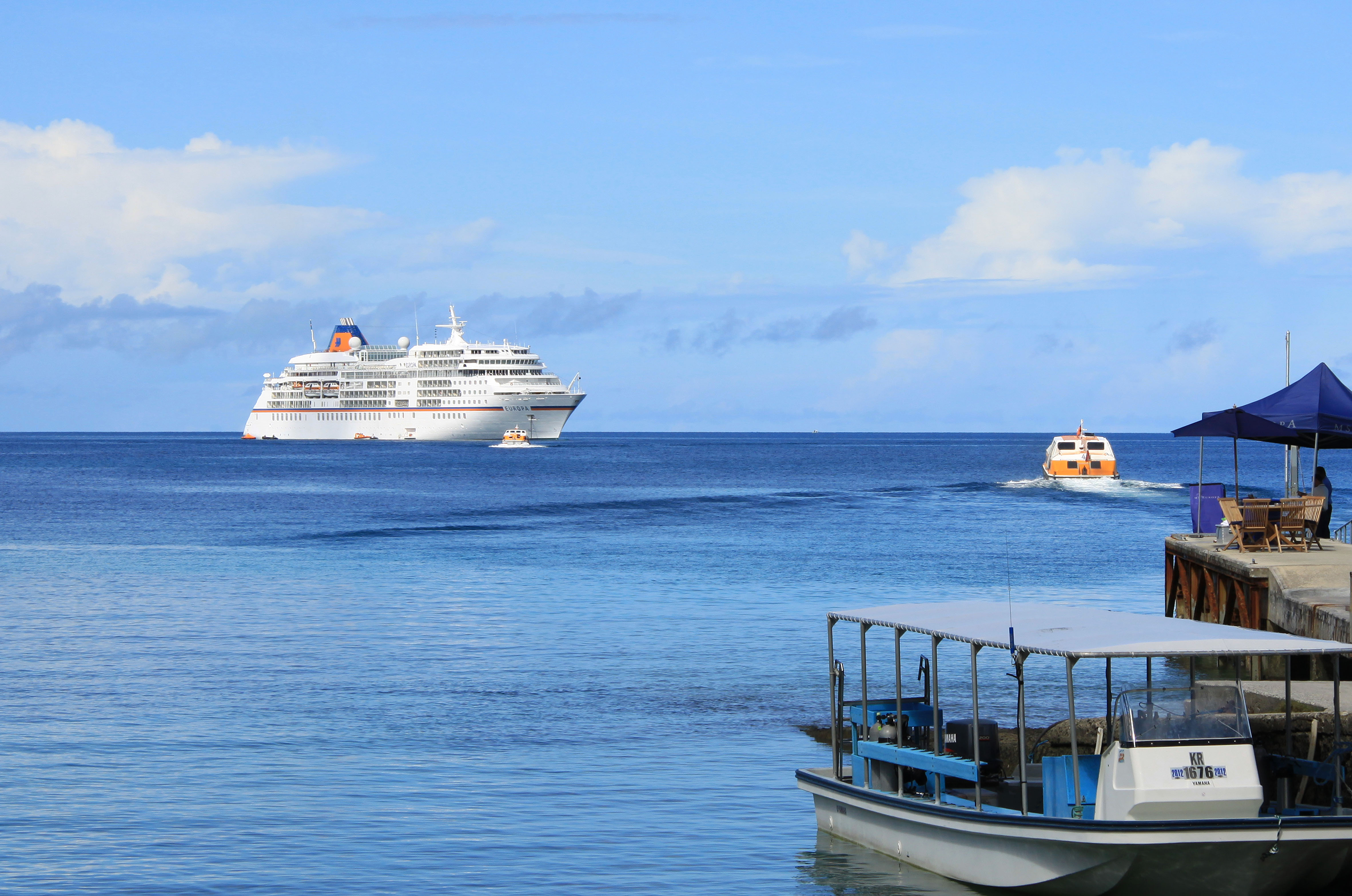
Круїзний корабель «Європа» на якорі біля островів Палау.
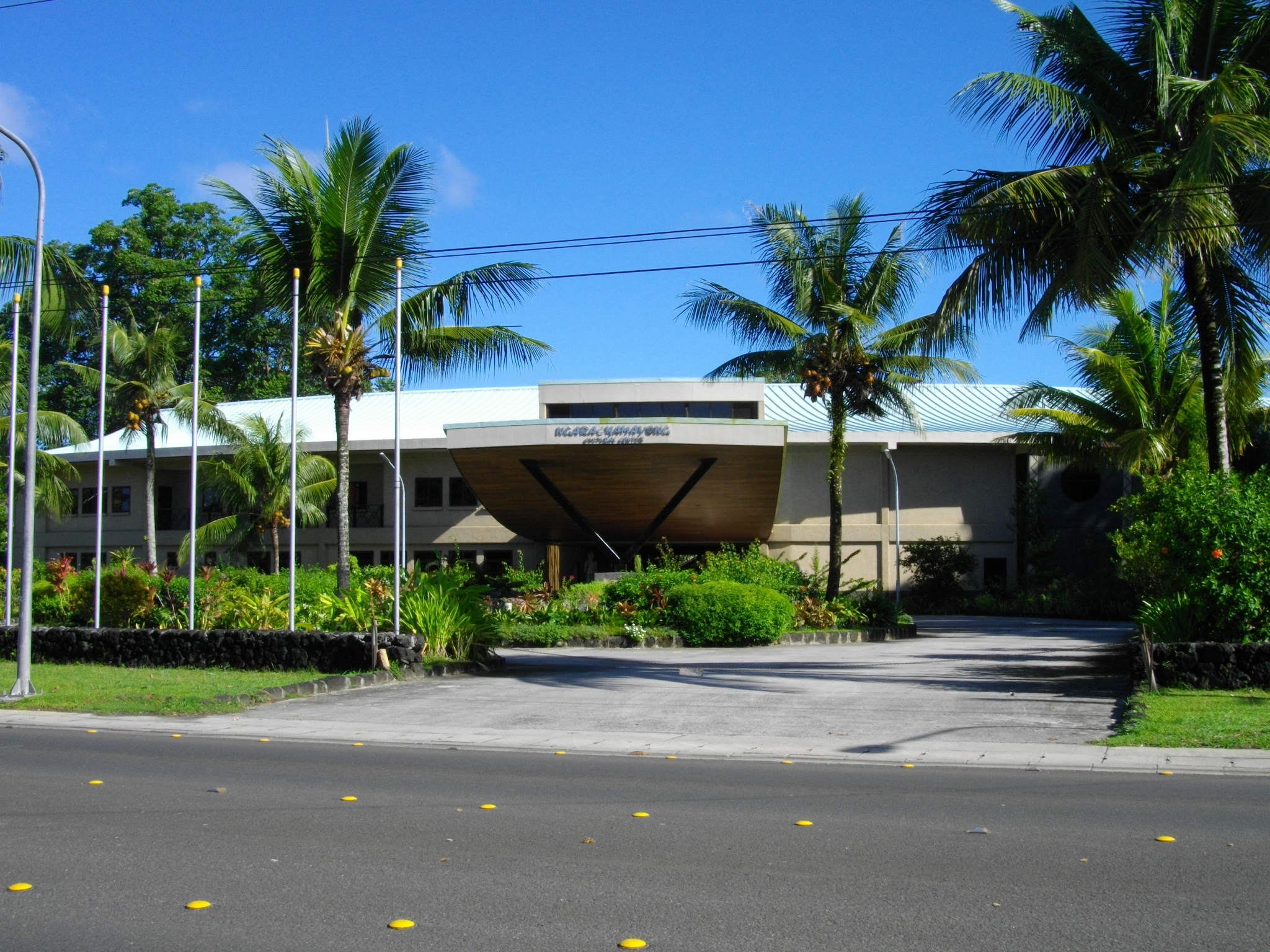
Культурний центр «Ngarachamayong».
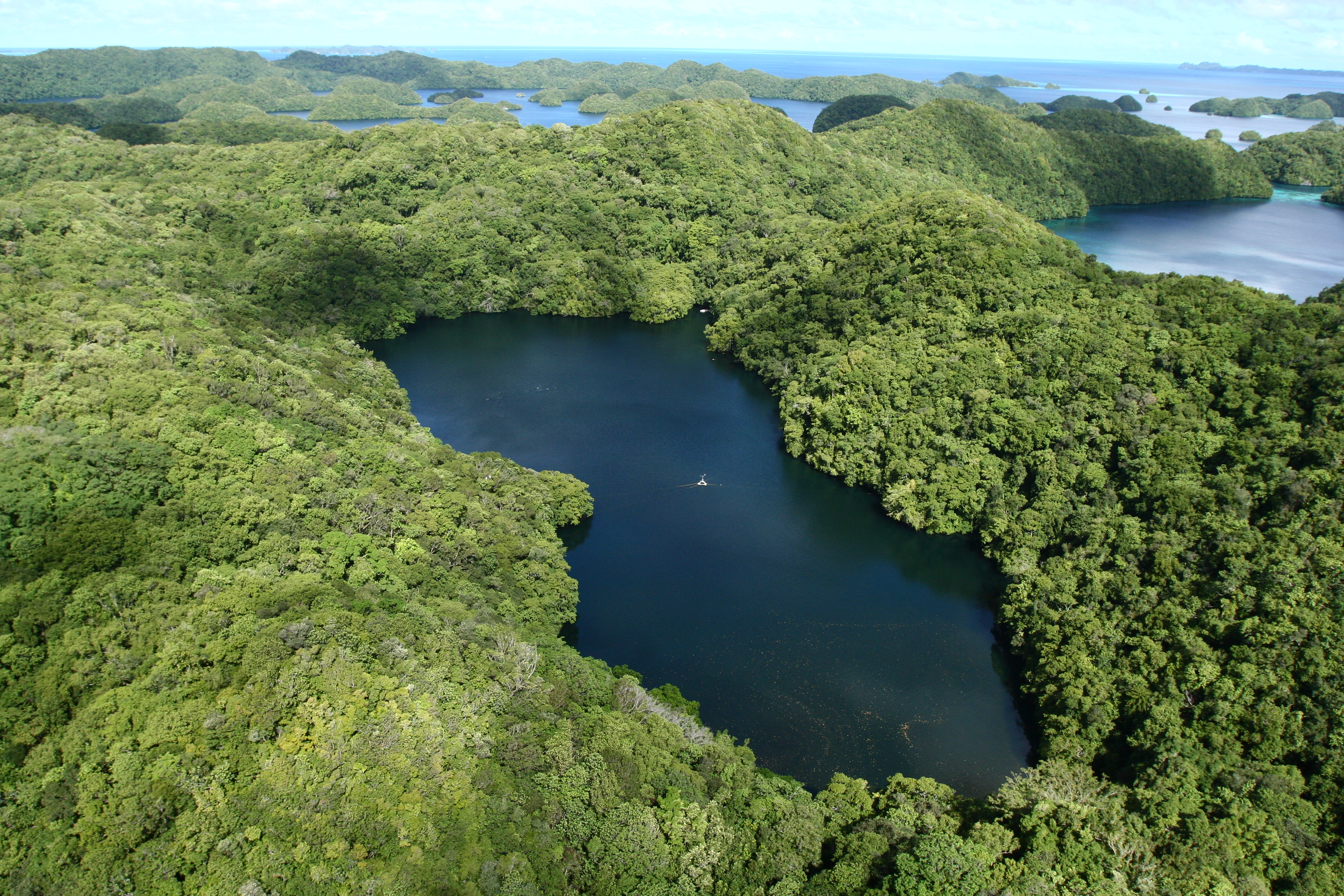
Озеро Медуз на острові Ейл-Малк.
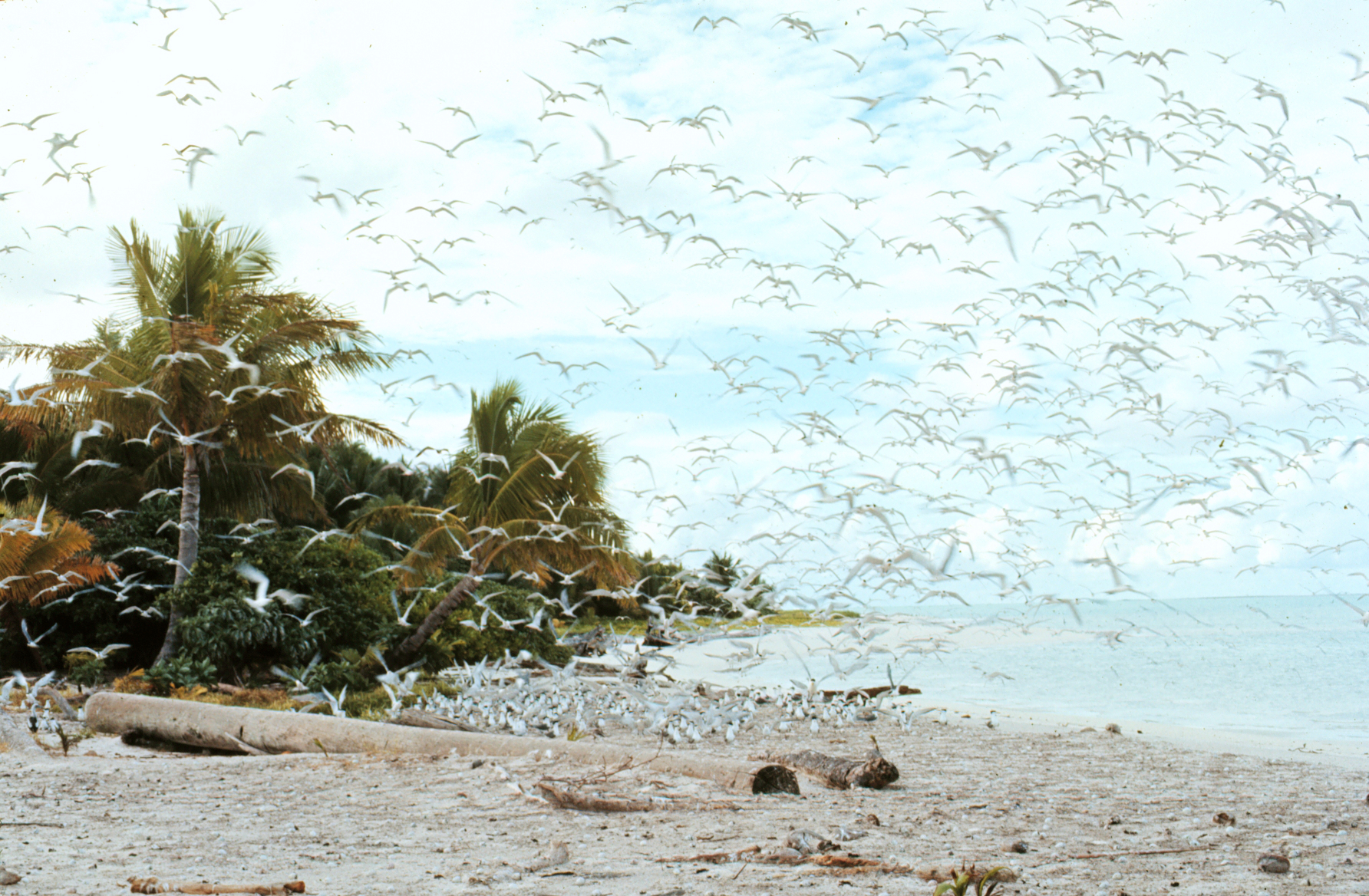
Атолл Хелен.
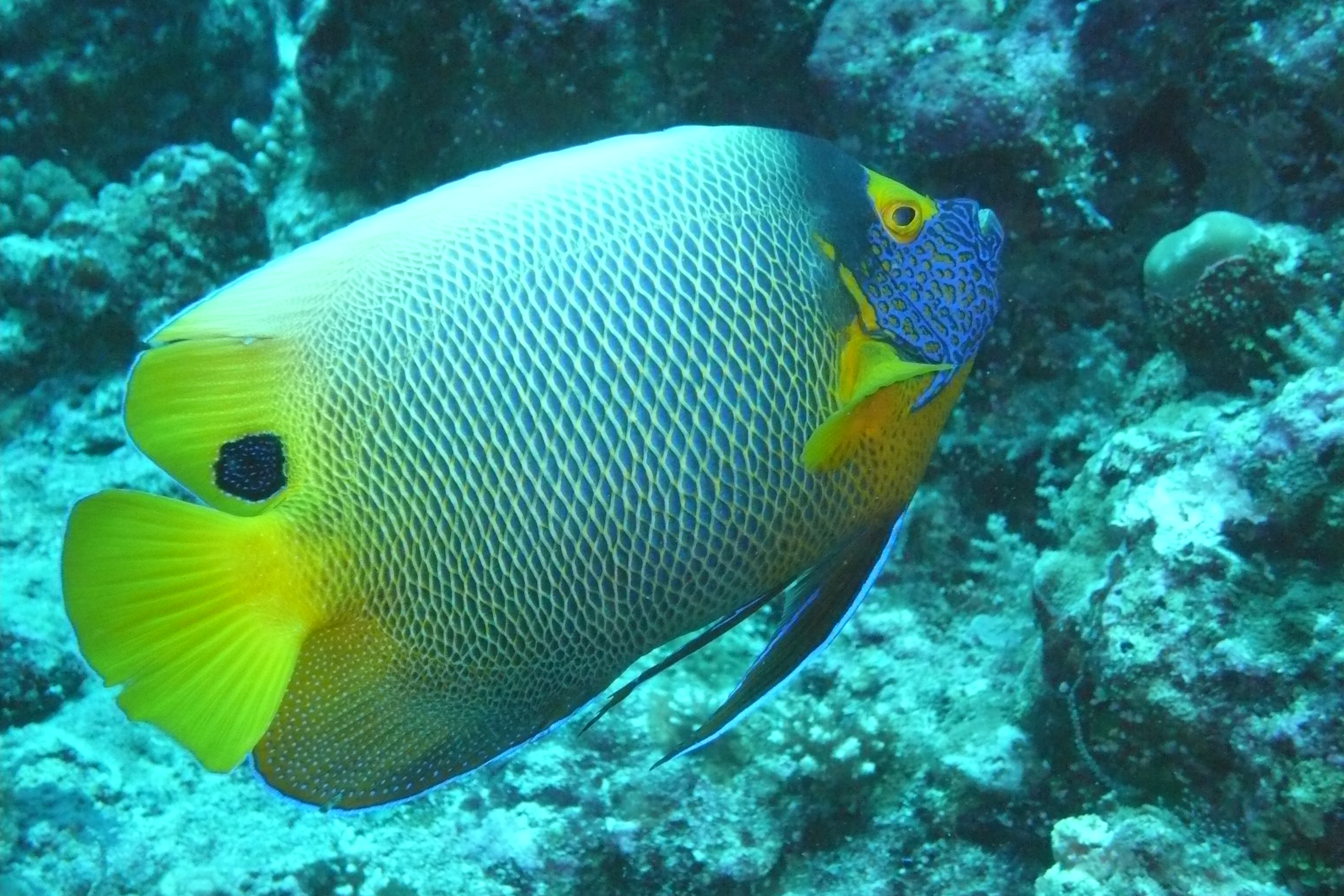
Підводний світ Палау.